# Богданович
Богданович (рус. Богданович) град је у Русији у Свердловској области. Према попису становништва из 2010. у граду је живело 30670 становника.

## Становништво
| 1939. | 1959.  | 1970.  | 1979.  | 1989.  | 2002.  | 2010.  |
| ----- | ------ | ------ | ------ | ------ | ------ | ------ |
| 8.129 | 19.147 | 23.648 | 30.849 | 35.983 | 32.856 | 30.670 |